# Université de Gbadolite
 (octobre 2024).
L’université de Gbadolite (UNIGBA) est une université publique de  la République démocratique du Congo, située dans la Province du NORD UBANGI (de l'Équateur), ville de Gbadolite. Sa langue d'enseignement est le français.

## Histoire
L'université de Gbadolite était une extension de l'université de Kinshasa.

## Facultés
- Faculté des Sciences Agronomiques
- Faculté de Droit
- Faculté de Médecine
- Faculté des Lettres et Sciences Humaines
- Faculté des Sciences économiques et de gestion
- Faculté des Sciences (incl. Environnement)
- Faculté de Psychologie et des Sciences de l'Education
- Faculté Polytechnique

## Infrastructures
- Campus de TUDU (Commune de NGANZA - Ville De GBADO-LITE)
- Les Résidences des Etudiants (année académique 2016/2017 120 places; capacité totale 600 places)
- Les Résidences des Professeurs 50 VILLAS (Pangoma)